# Lista odcinków serialu Zdaniem Freda!
W artykule znajduje się lista odcinków serialu Zdaniem Freda!, emitowanego w Polsce od 12 listopada 2012 roku na kanale Nickelodeon.

## Serie
| Seria | Odcinki | Premiera serii   | Finał serii     | Premiera serii    | Finał serii     |
| ----- | ------- | ---------------- | --------------- | ----------------- | --------------- |
| 1     | 24      | 16 stycznia 2012 | 3 sierpnia 2012 | 12 listopada 2012 | 13 grudnia 2012 |

## Seria 1: 2012
- Ta seria liczy 24 odcinki.

| #  | Tytuł                             | Reżyseria        | Scenariusz                    | Premiera         | Premiera          | Kod produkcji |
| -- | --------------------------------- | ---------------- | ----------------------------- | ---------------- | ----------------- | ------------- |
| 1  | Love Potion                       | Jonathan Judge   | Lanny Horn Josh Silverstein   | 16 stycznia 2012 | 12 listopada 2012 | 101           |
| 2  | Evil Fred, Part 1                 | Jonathan Judge   | Drew Hancock                  | 20 lutego 2012   | 16 listopada 2012 | 105           |
| 3  | Evil Fred, Part 2                 | Jonathan Judge   | Drew Hancock                  | 20 lutego 2012   | 19 listopada 2012 | 106           |
| 4  | Fred the Teen Sitter              | Jonathan Judge   | Josh Herman Adam Schwartz     | 24 lutego 2012   | 14 listopada 2012 | 103           |
| 5  | The Expired Cow                   | Jonathan Judge   | Drew Hancock                  | 24 lutego 2012   | 13 listopada 2012 | 102           |
| 6  | Driver’s Fred                     | Dave Payne       | Lanny Horn Josh Silverstein   | 2 marca 2012     | 15 listopada 2012 | 104           |
| 7  | Lemon Fred                        | Dave Payne       | Jon Ross                      | 2 marca 2012     | 20 listopada 2012 | 107           |
| 8  | Fred and the Scary Movie          | Jonathan Judge   | Josh Herman Adam Schwartz     | 9 marca 2012     | 21 listopada 2012 | 108           |
| 9  | Best Freds Forever                | Jonathan Judge   | Ed Treaserese                 | 16 marca 2012    | 22 listopada 2012 | 109           |
| 10 | Six Degrees of Kevin’s Bacon      | Jonathan Judge   | Anthony Q. Farrell            | 31 marca 2012    | 23 listopada 2012 | 110           |
| 11 | The Tutor                         | Dave Payne       | Lanny Horn Josh Silverstein   | 31 marca 2012    | 26 listopada 2012 | 111           |
| 12 | Class Election, Part 1            | Jonathan Judge   | Lanny Horn Josh Silverstein   | 6 kwietnia 2012  | 29 listopada 2012 | 114           |
| 13 | Class Election, Part 2            | Jonathan Judge   | Lanny Horn Josh Silverstein   | 13 kwietnia 2012 | 30 listopada 2012 | 115           |
| 14 | Fred’s All-Nighter                | Dave Payne       | Dave Ihlenfeld David Wright   | 23 kwietnia 2012 | 27 listopada 2012 | 112           |
| 15 | UltraMomma                        | Jonathan Judge   | Lanny Horn Josh Silverstein   | 24 kwietnia 2012 | 28 listopada 2012 | 113           |
| 16 | Flour Baby                        | Jonathan Judge   | Laura House                   | 25 kwietnia 2012 | 3 grudnia 2012    | 116           |
| 17 | No Clue                           | Dave Payne       | Josh Herman Adam Schwartz     | 26 kwietnia 2012 | 4 grudnia 2012    | 117           |
| 18 | The Battle of Little Figglehorn   | Dave Payne       | Chuck Hayward                 | 27 kwietnia 2012 | 5 grudnia 2012    | 118           |
| 19 | Fred Gets a Pet                   | Dave Payne       | Dave Ihlenfeld David Wright   | 30 lipca 2012    | 6 grudnia 2012    | 119           |
| 20 | A Visit From Grandma              | Lance W. Lanfear | Amy Engelberg Wendy Engelberg | 31 lipca 2012    | 7 grudnia 2012    | 120           |
| 21 | Fred Gets Trapped                 | Lance W. Lanfear | Dave Ihlenfeld David Wright   | 1 sierpnia 2012  | 10 grudnia 2012   | 121           |
| 22 | Spirit of the 90's                | Lance W. Lanfear | Laura House                   | 2 sierpnia 2012  | 11 grudnia 2012   | 122           |
| 23 | Freddy and the Figglettes, Part 1 | Dave Payne       | Lanny Horn Josh Silverstein   | 3 sierpnia 2012  | 12 grudnia 2012   | 123           |
| 24 | Freddy and the Figglettes, Part 2 | Dave Payne       | Lanny Horn Josh Silverstein   | 3 sierpnia 2012  | 13 grudnia 2012   | 124           |